# Falchion
Falchion (с англ. — «Фальшион») — финская фолк-метал группа, основанная в 2002 и распавшаяся в 2009 году. Их дебютный альбом Legacy of Heathens вышел в 2005 году. Вокалист и ведущий гитарист Юхо Кауппинен и барабанщик Матти Юханссон ранее выступали с финской фолк-метал группой Korpiklaani в качестве аккордеониста и барабанщика соответственно, до ухода Юхо в 2013 году и ухода Матти в 2019 году.

## Характеристики

### Стиль
По мнению сайта stormbringer.at дебютный альбом Legacy of Heathens (2005) незаслуженно обделён вниманием у публики и, возможно, это заслуга японского лейбла Worldchaos Prod. На фолк-метал-альбоме совершенно не заметны народные инструменты, отмечается гораздо более агрессивное звучание, чем у Korpiklaani, что является положительной стороной, по мнению источника. Однако второй альбом Chronicles of the Dead (2008) часто критикуется за однообразие материала и смещение акцента в сторону мелодэта.

### Лирика
В обзоре второго альбома Chronicles of the Dead (2008) отмечается, что группа отказалась от языческих лирических тем в пользу более общих тем.

## История
Falchion была основана в 2002 году Юхо Кауппиненом и Йоонасом Симоненом, которым на тот момент было 15 и 16 лет, под влиянием Amorphis и Ensiferum. Изначально группа состояла из трех человек: Кауппинен был вокалистом и гитаристом, Симонен — клавишником, а Вилле Вехвиляйнен — барабанщиком. Басист Сеппо Тиаскорпи присоединился к группе в конце 2002 года, а в следующем году состав пополнился вторым гитаристом Сами Хейноненом.
В этом составе Falchion выпустили свое первое демо под названием Glory of the Sword, записанное в июне 2003 года Юхой Калласом, в гимназии Кауппинена и Симонена. Демо было выпущено в ноябре 2003 года, но Симонен, Хейнонен и Вехвилайнен покинули группу, а двое оставшихся участников решили больше не использовать клавишные, позвав барабанщика Теему Пелтонена и гитариста Яни Лайне; в это время Кауппинен стал единственным композитором в группе. В декабре 2003 года Falchion подписали контракт на один альбом с японским лейблом Worldchaos Production; запись состоялась в июне 2004 года. Хотя альбом был готов в октябре 2004 года, лидер группы Кауппинен присоединился к Korpiklaani, и группа была приостановлена, таким образом, выпустив свой дебютный альбом Legacy of Heathens только в конце 2005 года.
Korpiklaani переехали из Лахти в Тампере, поэтому Кауппинен почувствовал необходимость снова сменить состав, поскольку участники жили далеко друг от друга. Новый состав состоял из Сампсы Савиярви (гитара), Миикки Тулимяки (гитара), Матти Йоханссона (ударные) из Korpiklaani и Янне Киелинена (бас). Савиярви вскоре покинул группу, чтобы сосредоточиться на классической гитаре и вокале, а Falchion начали репетировать в конце 2006 года, отыграв свой первый живой концерт в Турку (февраль 2007 года). Кауппинен снова начал сочинять после нескольких туров с Korpiklaani и выпуска их пятого альбома Korven Kuningas, записанного в конце 2007 года. Затем группа подписала контракт с Massacre Records и выпустила свой второй альбом Chronicles of the Dead в конце 2008 года. После некоторых других изменений в составе группа распалась в декабре 2009 года.

### Концерты
19 марта 2008 года состоялось первое выступление группы за пределами Финляндии в Санкт-Петербурге.
В 2008 году группа приняла участие в Finnish Fire European tour, вместе с Korpiklaani, Battlelore и Kivimetsän Druidi. Доступны фото с выступления в Милане в ходе этого тура. 
В 2009 году группа выступила на известном Ragnarök Festival.

## Участники

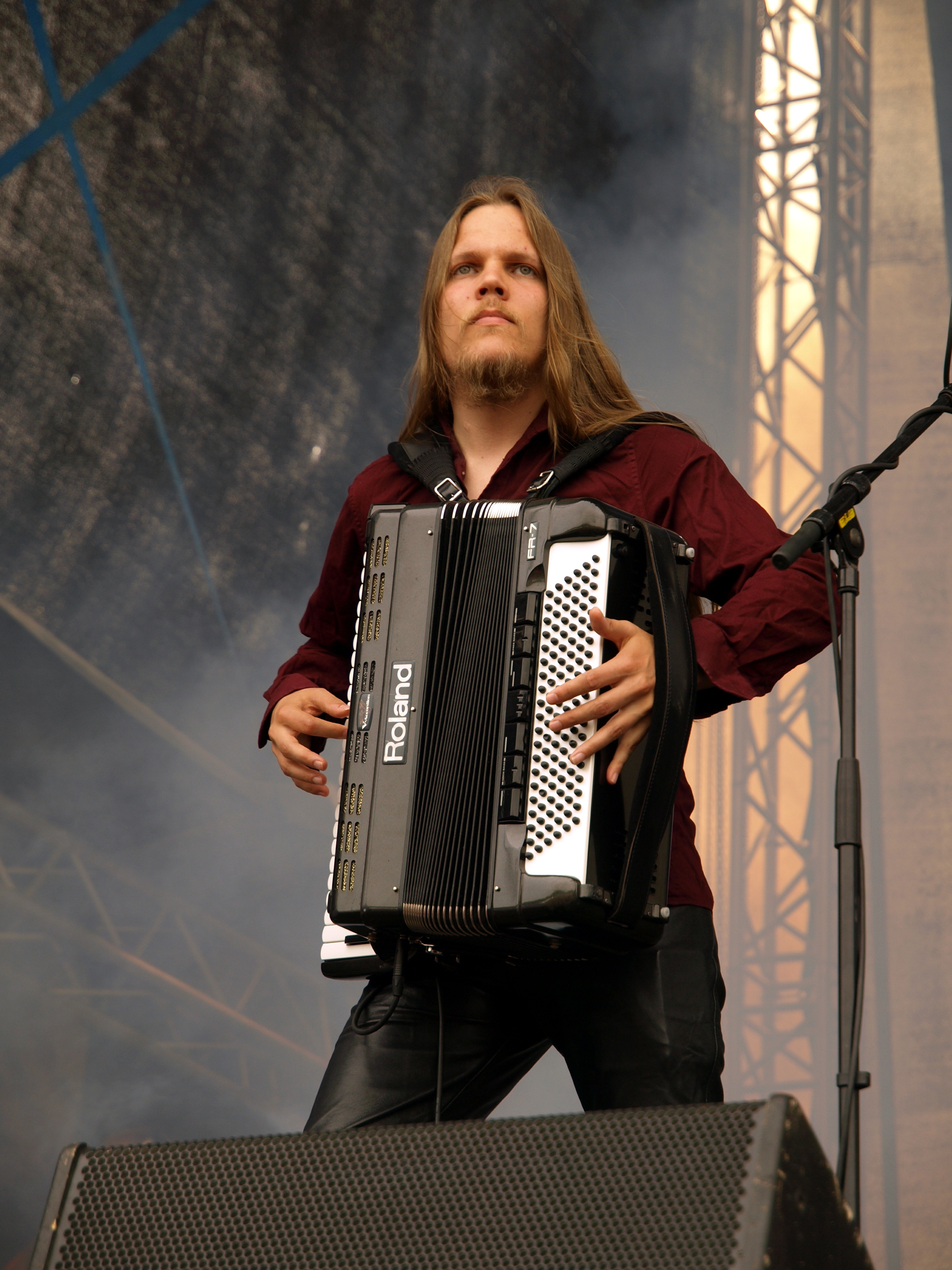
Юхо Кауппинен во время живого выступления с Korpiklaani в 2011 году.

### Последний состав
- Юхо Кауппинен — вокал, лид-гитара, аккордеон (2002-2009)
- Матти Йоханссон — ударные (2005-2009)
- Яанне Киелинен — бас (2005-2009)
- Тони Тиеахо — ритм-гитара (2008-2009)

### Бывшие участники
- Яни Лайне — ритм-гитара (2002-2003, 2003-2004, 2004-2005)
- Сеппо Тиаскорпи — бас (2002-2005)
- Теему Пелтонен — ударные (2003-2005)
- Сами Хейнонен — ритм-гитара (2003, 2004)
- Миикка Тулимяки — ритм-гитара (2005-2008)
- Йоонас Симонен — клавишные (2002-2003)
- Сампса Савиярви — ритм-гитара, чистый вокал (2006)

## Дискография
- 2003 — Glory of the Sword (демо)
- 2005 — Legacy of Heathens
- 2008 — Chronicles of the Dead